# Epidendrum pumilum
Epidendrum pumilum är en orkidéart som beskrevs av Robert Allen Rolfe. Epidendrum pumilum ingår i släktet Epidendrum och familjen orkidéer. Inga underarter finns listade i Catalogue of Life.